# هبة عمر
هبة عمر (22 يونيو 1990) هي منافِسة رياضية سورية، ولدت في القنيطرة بالقرب من مرتفعات الجولان. تُنافس على بطولة رمي القرص ورمي الجلة، وتتخذ من غادة شعاع، المنافِسة الأولمبية التي فازت بميدالية في أتلانتا في الأولمبياد 1996، مثالاً لها.

## سجل المنافسة
| العام | المسابقة                             | المكان    | المركز         | ملاحظة           |       |
| سوريا | سوريا                                | سوريا     | سوريا          | سوريا            | سوريا |
| ----- | ------------------------------------ | --------- | -------------- | ---------------- | ----- |
| 2004  | البطولة العربية لألعاب القوى للشباب  | دمشق      | الثاني         | رمي الرمح الخفيف | 30.35 |
| 2004  | البطولة العربية لألعاب القوى للشباب  | دمشق      | الثالث         | رمي القرص        | 36.90 |
| 2005  | بطولة العالم للشباب لألعاب القوى     | مراكش     | الخامس عشر (q) | رمي القرص        | 35.92 |
| 2006  | البطولة العربية لألعاب القوى للشباب  | القاهرة   | الثالث         | رمي الجلة        | 11.87 |
| 2006  | البطولة العربية لألعاب القوى للشباب  | القاهرة   | الثالث         | رمي القرص        | 38.20 |
| 2007  | البطولة العربية لألعاب القوى         | عمّان      | الثالث         | رمي القرص        | 41.86 |
| 2007  | ألعاب القوى في دورة الألعاب العربية  | القاهرة   | الرابع         | رمي الجلة        | 12.31 |
| 2007  | ألعاب القوى في دورة الألعاب العربية  | القاهرة   | الرابع         | رمي القرص        | 38.49 |
| 2009  | البطولة العربية لألعاب القوى         | دمشق      | الأول          | رمي القرص        | 43.67 |
| 2010  | بطولة آسيا لألعاب القوى داخل الصالات | طهران     | الخامس         | رمي الجلة        | 11.86 |
| 2011  | البطولات العربية                     | العين     | الثالث         | رمي الجلة        | 13.46 |
| 2011  | البطولات العربية                     | العين     | الثالث         | رمي القرص        | 42.27 |
| 2012  | West Asian Athletics Championships   | دبي       | الثاني         | رمي الجلة        | 12.64 |
| 2012  | West Asian Athletics Championships   | دبي       | الثالث         | رمي القرص        | 40.02 |
| 2014  | الألعاب الآسيوية                     | إنتشون    | الثامن         | رمي القرص        | 45.81 |
| 2017  | ألعاب التضامن الإسلامي               | باكو      | السابع         | رمي الجلة        | 12.78 |
| 2017  | ألعاب التضامن الإسلامي               | باكو      | الخامس         | رمي القرص        | 48.27 |
| 2017  | بطولة آسيا                           | بوبانسوار | العاشر         | رمي القرص        | 43.82 |